# Elytroleptus immaculipennis
Elytroleptus immaculipennis là một loài bọ cánh cứng trong họ Cerambycidae.